# 克勞斯威茨冰川
克勞斯威茨冰川（英語：Clausnitzer Glacier），是南極洲的冰川，位於維多利亞地的博克格雷溫克海岸，最終注入哈羅峰以北注入廷克冰川，美國地質調查局根據測量和該國海軍的空中照片繪入地圖，現時由南極條約體系管理。